# سووا رکا
سووا رکا (به صربی: Сува Река) شهری در منطقه پریزرن کشور کوزوو است که در سرشماری سال ۲۰۱۱ میلادی، ۵۹٬۷۰۲ نفر جمعیت داشته‌است.